# Operacja Piorun (film 1977)
Operacja „Piorun” (hebr. Mivtsa Yonatan) – izraelski film akcji z 1977 roku w reżyserii Menahema Golana.
Film oparty jest na autentycznych wydarzeniach znanych jako „operacja Entebbe”. Jak podają autorzy filmu w napisach początkowych, powstał on przy wydatnej pomocy armii i rządu Izraela, jednak nie na ich zamówienie. W filmie wykorzystano dokumentalne materiały filmowe z osobistych archiwów członków ówczesnego rządu Izraela m.in. Icchaka Rabina, Szimona Peresa.

## Fabuła
Czerwiec 1976 roku. Samolot pasażerski francuskich linii lotniczych zostaje porwany przez grupę palestyńsko-niemieckich terrorystów. Porywacze lądują w Ugandzie – odległym państwie w Afryce, gdzie schronienia udziela im lokalny satrapa Idi Amin. Ich liderzy są przekonani, że tym razem „chwycili Izrael za gardło” (jak mówi jeden z ich przywódców). Uganda w ich przekonaniu leży zbyt daleko, aby Izrael był w stanie podjąć jakąkolwiek skuteczną kontrakcję. Wysuwają wobec rządu Icchaka Rabina żądania uwolnienia 40 terrorystów przetrzymywanych w izraelskich więzieniach. W przeciwnym wypadku, po upływie terminu ultimatum, zaczną rozstrzeliwać zakładników. Rząd Izraela, pomimo trudnej sytuacji (jego obywatele żądają pertraktacji i spełnienia żądań terrorystów), od początku planuje akcję zbrojną przeciwko terrorystom. Specjalnie wyszkolony oddział komandosów z grupą uderzeniową pod dowództwem Jonatana Netanjahu dokonuje rajdu na lotnisko w Entebbe. Po krótkiej walce, komandosi uwalniają zakładników, zabijając wszystkich terrorystów. Ich jedyne straty to Jonatan Netanjahu, poległy od kuli snajpera.

## Obsada
- Yehoram Gaon – p.płk. Jonatan Netanjahu
- Gila Almagor – Nurit Aviv
- Asi Dayan – Shuki
- Klaus Kinski – Wilfried Bose
- Sybil Danning – Halima
- Arik Lavie – gen. Dan Szomron
- Shmuel Rodensky – zakładnik
- Shaike Ophir – Gadi Arnon
- Reuven Bar-Yotam – Ben-David
- Gabi Amrani – Gaby Amrani
- Mark Heath – Idi Amin Dada
- Henry Czarniak – Michel Bacos
- Rolf Eden – II-gi pilot
- Shoshana Shani – Alma Raviv
- Oded Teomi – Dan Zamir